# Лошакова Гута
Лошако́ва Гу́та — село в Україні, у Деснянській селищній громаді Чернігівського району Чернігівської області. Населення становить 86 осіб. Село входить до Косачівського старостинського округу.
Лошакова Гута — невелике село, що лежить серед лісів біля болотного масиву Видра праворуч від старого Варшавського тракту, обабіч автодороги Козелець — Остер — Тужар за 49 км на північний захід від районного центру. Станом на 1 січня 2010 тут налічувалося 59 дворів, у яких проживали 93 жителі переважно пенсійного віку.
З усіх остерських Гут межиріччя Десни і Дніпра збереглась лише Старо-Карпилівська, або Лошакова Гута — Потебневу Гуту переселили 1957 року. Коли виникла Стара Гута Києво-Братського монастиря — невідомо. Проте уже 1711 р. вона належала Києво-Братському монастирю, і Феофан Прокопович писав про поселення таке:
| Із Гути, замість 12 рублів, стало приходити 100 рублів, окрім скла на домові потреби і подарунки. |
На початку XVIII століття Гута над болотом Видрою мала велике виробництво…
За переписом 1766 р. тут налічувалося 9 дворів, 18 хат, у яких проживали 80 жителів. Це були родини Василя Хоменка, Сердюків, Івана Махлая, Дворниченків, Бондарів, Рудніченків, Шевченків, Василя Дяченка, Ярмоликів, Зайців, Ярмоли Лошака , ФеФещенків, Хорошенків (сучасне Хорошко), Будниченків (сучасне Будній).
У 1782 р. у Старо-Карпилівській Гуті Києво-Братського монастиря проживали 58 чоловіків і 48 жінок… Посполиті мали прізвища Діброва, Акуліна Бойправ, 90-річний Дем'ян Лошак (мав 5 синів), Дяченко, Прохор Скопець, Мазаненко…
Коли Гута стала зватися Лошаковою, точно не відомо. На карті Шуберта 1832 року позначена як Стара Гута, а на карті Шуберта 1869 року вже позначена під назвою Стара Лошакова - Гута. Отже маєм проміжок між 1832 і 1869 рр. Очевидно, це відбулося в середині XIX ст., коли монастирські володіння були ліквідовані, а селянам дозволено купувати колишні монастирські мануфактури. У Гуті це зробили представники роду Лошаків, які й назвали село за своїм прізвищем.
(ст. 371 книги «Опис землі Козелецької» (науково-популярне дослідження з минувшини рідного краю). — Київ: ТОВ «Брама-V», 2011. — 572 с.).
12 червня 2020 року, відповідно до розпорядження Кабінету Міністрів України № 730-р «Про визначення адміністративних центрів та затвердження територій територіальних громад Чернігівської області», увійшло до складу Деснянської селищної громади.
19 липня 2020 року, в результаті адміністративно-територіальної реформи та ліквідації Козелецького району, увійшло до складу новоутвореного Чернігівського району.

## Політика

### Парламентські вибори, 2019
На позачергових парламентських виборах 2019 року у селі функціонувала окрема виборча дільниця № 740262, розташована у приміщенні клубу.
Результати
- зареєстровано 62 виборці, явка 83,87%, найбільше голосів віддано за Всеукраїнське об'єднання «Батьківщина» — 26,92%, за «Європейську Солідарність» — 23,08%, за «Слугу народу» — 17,31%[5]. В одномандатному окрузі найбільше голосів отримав Борис Приходько (самовисування) — 39,58%, за Сергія Коровченка (самовисування) — 27,08%, за Олега Дмитренка (самовисування) — 20,83%[6].

## Населення

### Мова
Розподіл населення за рідною мовою за даними перепису 2001 року:
| Мова       | Кількість | Відсоток |
| ---------- | --------- | -------- |
| українська | 149       | 99.33%   |
| російська  | 1         | 0.67%    |
| Усього     | 150       | 100%     |

## Природоохорона пам'ятка
Біля села знаходиться Священний дуб.

## Видатні люди
- Михалко Андрій Якович (народився в Лошаковій Гуті в 1940) — український будівельник і меценат.